# جيوفاني دل ريو
جيوفاني دل ريو (بالإيطالية: Giovanni Del Rio)‏ هو سياسي إيطالي، ولد في 12 مايو 1925 في إيطاليا، وتوفي بنفس المكان في 31 ديسمبر 2014. حزبياً، نشط في الحزب الديمقراطي المسيحي الإيطالي. وقد انتخب رئيس سردينيا وانتخب عضو مجلس النواب في الجمهورية الإيطالية.